# Bewegung 23. März

Die Region Nord-Kivu in der Demokratischen Republik Kongo, Hauptkampfgebiet der M23

Die Bewegung 23. März (französisch Mouvement du 23-Mars, M23) ist eine größtenteils aus Tutsi bestehende Rebellengruppierung in Nord-Kivu in der Demokratischen Republik Kongo. Die Gruppierung entstand im April 2012 aus ehemaligen Mitgliedern der 2009 aufgelösten Rebellengruppierung Nationalkongress zur Verteidigung des Volkes (CNDP). Die CNDP war 2009 zum Ende des Dritten Kongokrieges in die kongolesischen Streitkräfte FARDC integriert worden, nachdem ihr damaliger Führer Laurent Nkunda 2008 in Ruanda festgenommen worden war. Die Mitglieder der M23 werfen der kongolesischen Regierung vor, sich nicht an die 2009 im Friedensvertrag geschlossenen Vereinbarungen zu halten. Der Name „Bewegung 23. März“ bezieht sich ebenfalls auf dieses Ereignis, da der Vertrag, der zur Integrierung in die kongolesischen Streitkräfte führte, am 23. März geschlossen wurde.
Im November 2012 eskalierten die Kämpfe zwischen der Rebellengruppe und der kongolesischen Armee. In der Folge wurde durch den militärischen Arm der M23, die Armée Révolutionnaire du Congo (kurz ARC, seit 20. Oktober 2012 unter diesem Namen, auch Armée Révolutionnaire Congolaise), die ostkongolesische Provinzhauptstadt Goma eingenommen. Nach dem Rückzug aus Goma begannen mehrfach teils durch Kämpfe unterbrochene und wieder aufgenommene Verhandlungen mit der kongolesischen Regierung. Bis zum November 2013 kontrollierte die Gruppe Teile Nord-Kivus, insbesondere Rutshurus, nahe der Grenze zu Uganda. Die M23 hatte eine eigene Verwaltung errichtet, die von Bunagana aus geführt wurde. Die größte von der M23 längerfristig kontrollierte Stadt war Rutshuru.
Die ARC steht unter der Führung von Sultani Makenga, der bereits seit der Gründung der M23 das Oberkommando innehat. „Präsident“ der M23, der zivilen Verwaltung vorstehend, war ab dem 20. Oktober 2012 – zuvor „politischer Koordinator“ – der Bischof und ehemaliges Mitglied des Nationalkongresses zur Verteidigung des Volkes Jean-Marie Runiga Lugerero. Ende Februar 2013 kam es jedoch zu einer Spaltung und zum Bruch zwischen Makenga und Lugerero. Die Fraktion Baudouin Ngaruyes und Lugereros unterlag in der folgenden Auseinandersetzung. Am 7. März 2013 wurde Bertrand Bisimwa zum neuen Präsidenten bestimmt. Am 5. November 2013 meldete die kongolesische Regierung, dass die Rebellen aus ihren letzten Hochburgen vertrieben worden seien. In einer von Bisimwa unterzeichneten Mitteilung gestand man die Niederlage ein.
Im November 2021 tauchten M23-Kämpfer wieder im Ostkongo am Rande des Virunga Nationalparks auf und lieferten sich Gefechte mit kongolesischen Truppen. Ab März 2022 kam es wieder vermehrt zu Angriffen auf zivile und militärische Einrichtungen im Osten Kongos seitens der M23-Rebellenbewegung. Am 4. Januar 2025 nahm die M23 mit Masisi im gleichnamigen Territorium Masisi das erste Mal nach über zwei Jahren eine Regionalhauptstadt ein sowie im Laufe des Januars zudem Minova in Süd-Kivu, Katale und Sake. Ab 26. Januar 2025 eroberte die M23 die  Provinzhauptstadt Goma, wobei laut der UN mindestens 900 Menschen getötet und weitere 2880 verletzt wurden.

## Hintergrund
Hintergrund ist der andauernde Konflikt in der Region zwischen den Volksgruppen der Hutu und Tutsi, welcher 1994 zum Völkermord von Ruanda führte. Während des 100 Tage andauernden Massakers ermordeten Angehörige der Hutu-Volksgruppe zwischen 800.000 und einer Million Menschen, hauptsächlich Tutsi-Angehörige. Nach der Eroberung Ruandas durch die Tutsi-geführte Ruandische Patriotische Front unter Paul Kagame, dem heutigen Präsidenten der Republik Ruanda, flohen mehr als eine Million Menschen, überwiegend Hutu, aus Ruanda nach Zaire, die heutige Demokratische Republik Kongo. Unter den Flüchtlingen befanden sich nach Schätzungen bis zu 100.000 für den Völkermord Mitverantwortliche (Génocidaire), mehrheitlich noch immer ausgerüstete Angehörige der am Völkermord beteiligten ruandischen Armee Forces Armées Rwandaises (FAR) und der Interahamwe. Die Flucht einer größeren Zahl an Génocidaires fand nach Zeugenaussagen unter dem Schutz französischer Streitkräfte im Rahmen der Opération Turquoise statt.
Die bewaffneten Flüchtlinge konstituierten sich nach 1994 in Nord-Kivu neu und verbündeten sich mit den kongolesischen Hutu. In der Folge kam es zu Übergriffen auf die kongolesischen Tutsi (Banyamulenge), was bis 1996 zur Vertreibung von bis zu 500.000 Tutsi führte. Da die Zentralregierung von Zaire zu keiner Intervention in der Lage war, bildeten sich lokale Tutsi-Milizen, welche von Ruanda aus unterstützt wurden. Dies führte zum Ersten Kongokrieg, in dessen Verlauf die Alliance des Forces Démocratiques pour la Libération du Congo (AFDL) mit Unterstützung aus Ruanda und Uganda die kongolesische Hauptstadt eroberte und sich 1997 Laurent-Désiré Kabila zum neuen Präsidenten der Demokratischen Republik Kongo erklärte.
Kabila gewährte Ruanda und Uganda zunächst wichtige Regierungsposten sowie Truppenpräsenzen in den östlichen Landesteilen, da er über keine eigene Machtbasis verfügte. Dies führte zu weiteren internen Konflikten und der Abtrennung Kabilas von ruandischer Unterstützung, was als Gegenreaktion die Gründung der von Ruanda unterstützten Rassemblement Congolais pour la Démocratie führte. Deren Vormarsch auf Kinshasa und seinen eigenen Sturz konnte Kabila nur durch militärische Unterstützung aus Simbabwe, Angola und Namibia abwenden. Der folgende Zweite Kongokrieg (auch als „Afrikanischer Weltkrieg“ bekannt) dauerte von 1998 bis 2003 und forderte nach Hochrechnungen bis zu drei Millionen Tote. Der 2002 geschlossene Friedensvertrag sah den Abzug aller ausländischen Truppen vor, hinterließ jedoch eine Vielzahl lokaler Rebellengruppierungen, überwiegend in den Kivu-Provinzen im Osten. Hierzu gehörten auch der innere Kern der ehemaligen Génocidaires, die sich als Forces Démocratiques de Libération du Rwanda (FDLR) neu formierten, sowie verschiedene Gruppierungen der Maï-Maï.
Zum Schutz der Banyamulenge gegenüber diesen Rebellengruppierungen – insbesondere gegenüber den Génocidaires der FDLR – und marodierenden Angehörigen der kongolesischen Streitkräfte gründete sich zudem der Nationalkongress zur Verteidigung des Volkes (CNDP) unter Laurent Nkunda. Nach verschiedenen Zwischenfällen kam es 2006 zu einer Eskalation, dem Dritten Kongokrieg, in dessen Verlauf sich die CNDP zu unterschiedlichen Zeiten Gefechte mit den desolaten Truppen der regulären Armee, Truppen der UN-Friedensmission MONUC und verschiedensten Rebellengruppierungen lieferte. Nach mehreren erfolglosen Waffenstillstandsversuchen rief Nkunda 2008 zum Sturz des Präsidenten Joseph Kabila auf und eroberte während einer folgenden Offensive innerhalb kürzester Zeit wichtige Städte. Nkunda verzichtete auf eine Eroberung von Goma und organisierte neue Verhandlungen zur Lösung des FDLR-Problems. Im Januar 2009 erklärte Bosco Ntaganda, bisher hochrangiger General unter Nkunda, diesen für abgesetzt, erklärte den Krieg für beendet und kündigte die Integrierung der CNDP- und PARECO-Soldaten in die kongolesischen Streitkräfte (FARDC) an. Ein am 23. März 2009 unterschriebener Friedensvertrag garantierte die vorgesehene Integrierung und verlieh der CNDP den Status einer politischen Partei.
Nach Schätzung des UNHCR seien im Zeitraum von April bis November 2012 ca. 475.000 Menschen im Osten Kongos zu Binnenflüchtlingen geworden und weitere 75.000 in die Nachbarstaaten Uganda und Ruanda geflohen.

## Politisches Umfeld zwischen Friedensvertrag und Abspaltung
Bosco Ntaganda erhielt einen Generalsrang und leitete bis Ende 2011 quasi alle Operationen der Truppen in den Provinzen Nord- und Süd-Kivu. Durch seinen Einfluss konnte er wesentliche Positionen in der FARDC mit loyalen ehemaligen CNDP- und PARECO-Offizieren besetzen und loyale Truppenteile an strategisch wichtigen Positionen stationieren. Parallel kam es zu einer Wiederannäherung mit rivalisierenden ehemaligen Gruppierungen der CNDP unter Colonel Sultani Makenga. Während der Präsidentschaftswahl 2011 unterstützte Ntaganda Präsident Kabila in der Hoffnung, dass ehemalige CNDP-Mitglieder auch öffentliche Ämter besetzen würden. In UN-Berichten wird Ntaganda dabei massive Wahlfälschung und der Einsatz von Truppen zur Wahlmanipulation vorgeworfen.
Nach den umstrittenen Wahlen ließ sich Joseph Kabila im Dezember 2011 für eine weitere Amtszeit vereidigen. Anfang 2012 wurde von der Regierung in Kinshasa eine Militärreform der FARDC angekündigt, die auch auf eine Schwächung des Einflusses der ehemaligen CNDP abzielte. Gleichzeitig wuchs der internationale Druck auf Kinshasa, General Bosco Ntaganda an den Internationalen Strafgerichtshof auszuliefern. Bei einem Treffen im März 2012 in Kinshasa wurde bekanntgegeben, dass Colonel Innocent Gahizi die Führung der Streitkräfte in Nord- und Süd-Kivu von Ntaganda übernehmen soll.

## Abspaltung und Gründung der M23
Die Gruppierung entstand im April 2012 aus einer Rebellion ehemaliger CNDP- und PARECO-Mitglieder innerhalb der FARDC-Streitkräfte, welche der Regierung in Kinshasa Provokation, Diskriminierung und Misshandlung vorwarfen. Die Aufständischen benannten sich nach dem Datum des Friedensvertrages vom 23. März 2009 und forderten die Wiederinkraftsetzung des Abkommens. Nach Schätzungen sollen sich in den ersten Wochen bereits mehr als 1000 Soldaten der neuen Gruppierung angeschlossen haben. Ab dem 24. April begannen Kämpfe zwischen der M23 und der FARDC. Am 6. Mai wurde eine Verlautbarung der CNDP bekannt, welche die Gründung der M23 bekanntgab sowie die Übernahme des Kommandos und der Befehlsgewalt über alle Offiziere durch Colonel Sultani Makenga. Die M23 verbündete sich mit anderen Rebellenorganisationen wie der Nduma Defence for Goma (NDC) und der Forces de défense congolaise (FDC), welche ebenfalls mit Angriffen auf FARDC-Truppen begannen. Auch rivalisierende Rebellengruppierungen wie die FDLR, APCLS und Maï-Maï-Yakutumba nutzten die Truppenverschiebungen der FARDC, um von den Streitkräften aufgegebene Positionen zu übernehmen.
Am 17. August 2012 beschlossen die M23-Rebellen eine neue politische Struktur, mit Abteilungen entsprechend den Ministerien eines Regierungskabinetts.
Präsident wurde Bischof Jean-Marie Runiga Lugerero, Oberkommandierender des Militärs wurde Makenga.

## Zusammensetzung und Beziehungen

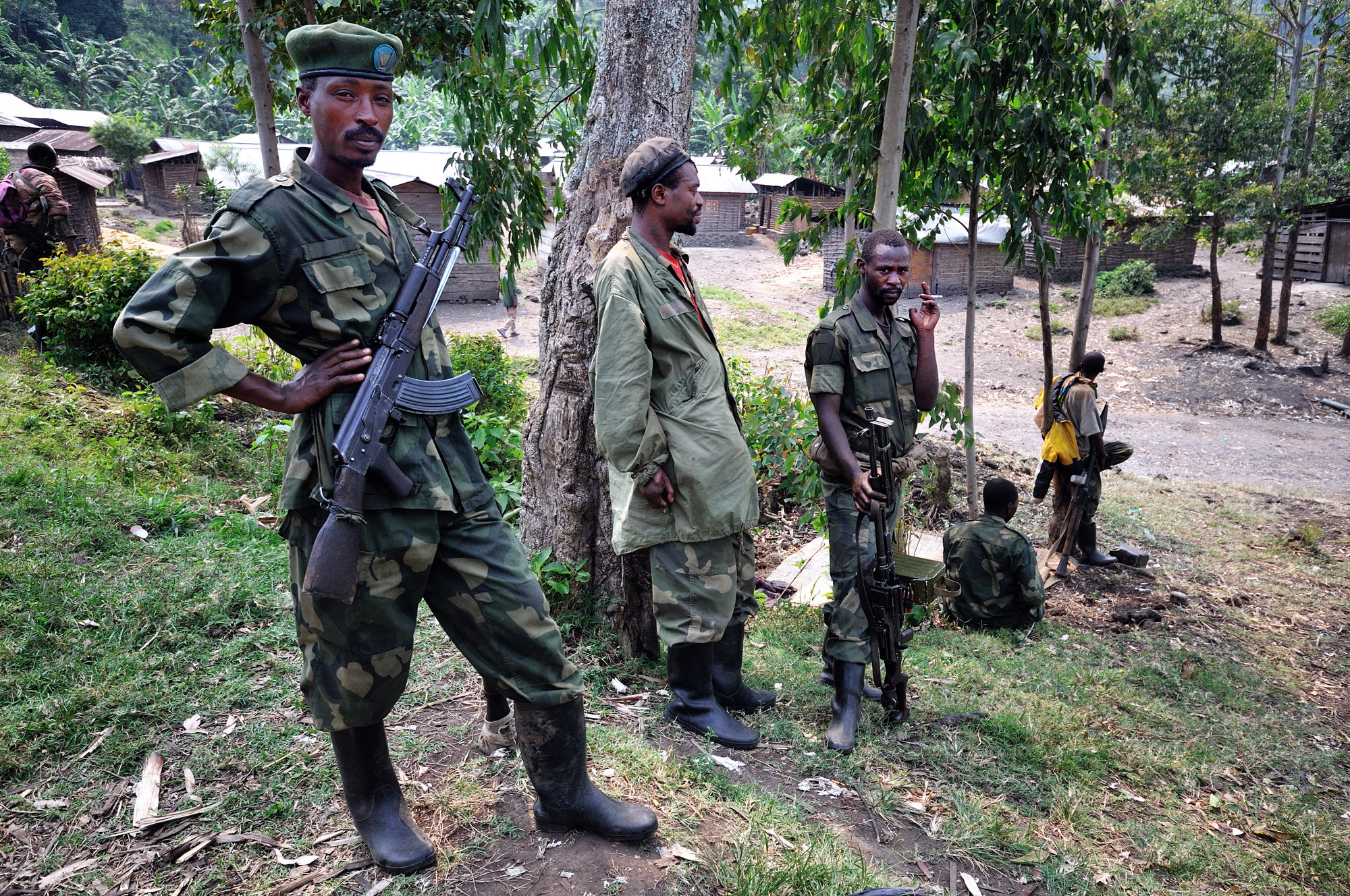
M23 Truppen im Juli 2012 in Bunagana

Angaben über die Größe der Bewegung differieren. Die UN-Mission MONUSCO schätze im November 2012 die Stärke auf ca. 2000 Mann ein, während sie Mitte Mai noch ca. 600 Mann betragen habe. Nach Informationen der britischen Zeitschrift The Daily Telegraph belief sich die Zahl im November auf maximal 2500. In einem Bericht der OCHA war eine Abschätzung von 1500 bis 2500 zu lesen. Die Group of Experts for the Democratic Republic of the Congo, ein UN-Gremium, das zur Beobachtung der Situation im Kongo für den Sicherheitsrat der Vereinten Nationen gegründet worden war, schätzte noch im Oktober die Zahl auf 1250. Dabei seien seit der Gründung mindestens 250 Kindersoldaten rekrutiert worden. Human Rights Watch sprach von mindestens 137 dokumentierten Zwangsrekrutierungen von Juli bis Anfang September 2012, bei denen mindestens 7 Rekruten unter 15 Jahre alt gewesen seien. Dabei seien 33 neue Rekruten aufgrund von Fluchtversuchen getötet worden. Die MONUSCO sprach am 7. August 2012 von über 100 dokumentierten Zwangsrekrutierungen seit der Gründung im April, wobei in 24 Fällen Kinder rekrutiert worden seien.
Die Mitglieder der M23 bestehen zum Großteil aus Hutu und Tutsi, wobei auf höchster Ebene Tutsi dominieren. In kleinerem Umfang sind weitere ethnische Gruppen vertreten. Aussagen des Vorsitzenden der MONUSCO Roger Meece aus dem November 2012 zufolge gibt es keine ethnische Gruppe oder „community“, die geschlossen hinter der M23 steht. Es wird vermutet, dass die M23 mit verschiedenen lokalen bewaffneten Gruppierungen kooperiert, darunter die Raïa Mutomboki. In Einzelfällen kooperierten informell auch M23-Kräfte mit Kräften der Regierungsarmee FARDC.

### UN-Bericht zur Position von Ruanda
Im Juni 2012 stellte die Group of Experts for the Democratic Republic of the Congo einen Zwischenbericht über die Lage vor, in welchem detailliert über die Entwicklung der Lage und die Entstehung der M23 berichtet wurde. Bereits vor der offiziellen Veröffentlichung wurden Details des Berichtes bekannt. Die Presse spekulierte über eine Unterstützung der M23-Rebellen durch die Regierung von Ruanda. Ebenso wurde darüber spekuliert, dass die USA den Bericht im Sicherheitsrat blockierten.
Ende Juli wurde von der Expertenkommission ein Anhang zum eigentlichen Bericht veröffentlicht, der sich explizit mit der Verletzung des Waffenembargos und der Beteiligung am Aufbau der M23 durch die Republik Ruanda befasst. Obwohl dessen Regierung jede Unterstützung der M23 abstritt und die im Bericht erhobenen Vorwürfe detailliert erläuterte und bestritt, behielten infolge des Berichtes mehrere Länder wie die USA, die Niederlande, Großbritannien und Deutschland geplante Hilfszahlungen an Ruanda ein.
Ähnliche Vorwürfe bestehen auch gegen den ugandischen Staat. Sowohl Ruanda als auch Uganda und die M23 selbst bestreiten sämtliche dieser Vorwürfe. In ruandischen Medien, etwa in Artikeln der bedeutenden Zeitung The New Times, wurden Steve Hege, dem Vorsitzenden der Group of Experts, Geschichtsrevisionismus bzgl. des Völkermords in Ruanda und eine Verteidigung der FDLR vorgeworfen.
Am 12. November 2012 sprach der UN-Sicherheitsrat ein weltweites Reiseverbot für Sultani Makenga und ein Einfrieren seiner Vermögen. Am folgenden Tag nahm das Office of Foreign Assets Control des US-Finanzministeriums Sultani Makenga auf seine Liste von Specially Designated Nationals, wodurch US-Bürgern jegliche Transaktionen mit ihm verboten sind. Beide machten ihn für eine Rekrutierung von Kindersoldaten und Verletzungen von Waffenembargos über die Demokratische Republik Kongo verantwortlich. Ähnliche Maßnahmen wurden am 30. November 2010 für die beiden M23-Kommandeure Innocent Kaina und Baudouin Ngaruye beschlossen, welche schon in der Resolution 2076 vom 20. November erwähnt worden waren.

## Eskalation im November 2012

### Einnahme Gomas und der Umgebung

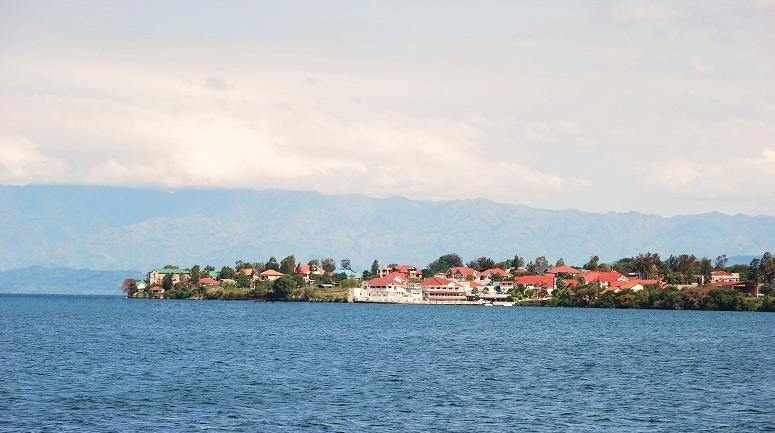
Goma an den Ufern des Kivusees

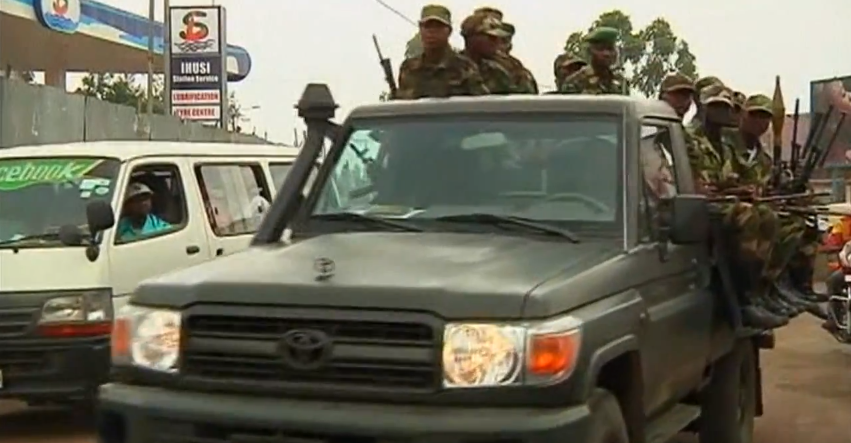
M23-Kämpfer in Goma

Im Juli 2012 nahmen die Rebellen unter Führung Sultani Makengas einige Orte nördlich der Provinzhauptstadt Goma ein. Angebotene Verhandlungen seitens Makengas wurden von der Regierung von Präsident Joseph Kabila zurückgewiesen. De facto bestand jedoch seitdem ein Waffenstillstand. Im November 2012 eskalierten die Kämpfe zwischen den Regierungstruppen und den M23-Rebellen. Am 20. November eroberten die Rebellen unter Führung Sultani Makengas die Provinzhauptstadt Goma gegen die kongolesische Armee nach einer fünftägigen Offensive. Die in Goma stationierten 1400 Soldaten der UN-Friedenstruppe der Mission de l’Organisation des Nations Unies en République Démocratique du Congo (MONUSCO) ließen die Rebellen ungehindert passieren. Dies wurde mit einem eingeschränkten Mandat begründet. Die Vereinten Nationen werfen den Rebellen schwere Menschenrechtsverletzungen in der eingenommenen Stadt vor, es sollen u. a. Frauen und Kinder verschleppt worden sein. Der UN-Sicherheitsrat erließ noch am selben Tag einstimmig die Resolution 2076, in der u. a. die Rebellen zum Rückzug aus Goma, zur Abrüstung sowie Auflösung aufgerufen wurden. Außerdem wurde gegen die Rebellenführung ein Reiseverbot verhängt und deren Vermögenswerte eingefroren. Die beiden Länder Ruanda und Uganda, die eine Unterstützung der Rebellen bestreiten, wurden nicht namentlich genannt, es war nur von Hinweisen auf eine Unterstützung von außen die Rede. In der Resolution des UN-Sicherheitsrats ist auch von Rekrutierung von Kindersoldaten in großem Umfang durch die M23 und von ihr ausgehender sexueller Gewalt die Rede. Am 21. November gaben die Rebellen bekannt, die Stadt Bukavu sowie die Hauptstadt Kinshasa einnehmen zu wollen.
Am 20. November kam es zu einem ersten Treffen von Joseph Kabila mit Ugandas Ministerpräsident Yoweri Museveni und Ruandas Staatschef Paul Kagame. Kabila erklärte sich bereit, die Forderungen der Rebellen „zu prüfen“, die eine Nationalkonferenz über die politische Zukunft des Landes fordern. Am 24. November fand im ugandischen Kampala eine Konferenz statt, bei der zehn afrikanische Staaten zur Beilegung des Konflikts im Kongo berieten. Während der kongolesische Präsident Kabila anreiste, kündigte Ruandas Präsident Kagame ohne Angaben von Gründen an, sich von seiner Außenministerin Louise Mushikiwabo vertreten zu lassen. Vertreter Ugandas hatten zuvor eine Teilnahme beider Staatschefs versichert, da sonst die Konferenz „bedeutungslos“ wäre. Durch Vermittlung der International Conference on the Great Lakes Region (ICGLR) kam man überein, sich bis auf einen Abstand von 20 km aus Goma zurückzuziehen. Erst dann werde die kongolesische Regierung mit den Rebellen verhandeln. Der Beschluss der ICGLR ließ ein Verbleiben der M23 in schon länger von ihr kontrollierten Gebieten Kivus zu. Die MONUSCO sollte die Sicherung neutraler Gebiete zwischen Goma und Stellungen der Rebellen übernehmen. Erfolge dagegen kein Rückzug, werde eine Regionaltruppe militärisch eingreifen. Die Abschlusserklärung umfasst insgesamt zehn Forderungen an die M23. Noch vor Ablauf des Ultimatums kam es zu einem ersten Treffen zwischen Kabila und Rebellen-Vertretern.

### Reaktion nach den Verhandlungen der ICGLR
Nach Verstreichen des Ultimatums äußerte sich der Präsident der M23 Jean-Marie Runiga am Morgen des 27. November zu der Forderung: Er stellte einen Abzug aus Goma und der frontnahen Stadt Sake in Aussicht, konstatierte aber, dass ein solcher nur das Ergebnis von Verhandlungen, nicht aber Voraussetzung für Verhandlungen sein können werde, und knüpfte ihn unter anderem an die Freilassung politischer Gefangener einschließlich Étienne Tshisekedis, von dem vermutet worden war, dass er sich unter inoffiziellem Hausarrest befand. Am Morgen dieses Tages war es Berichten zufolge zu Angriffen auf M23-Stellungen sowohl durch die FDLR als auch durch Regierungstruppen gekommen. Am selben Tag berichtete Sultani Makenga, der Vorsitzende des militärischen Arms, die Rebellen begännen bereits, sich aus den Masisi-Bergen westlich von Goma zurückzuziehen.
In der am 28. November verabschiedeten Resolution 2078 bekräftigte der UN-Sicherheitsrat einige seiner Aufforderungen und beschloss die Verlängerung von Maßnahmen zu Reiseverboten und zur Verhinderung bestimmter Waffeneinfuhr und bestimmter Finanztransaktionen, die auf Resolutionen aus dem Jahr 2008 zurückgehen.

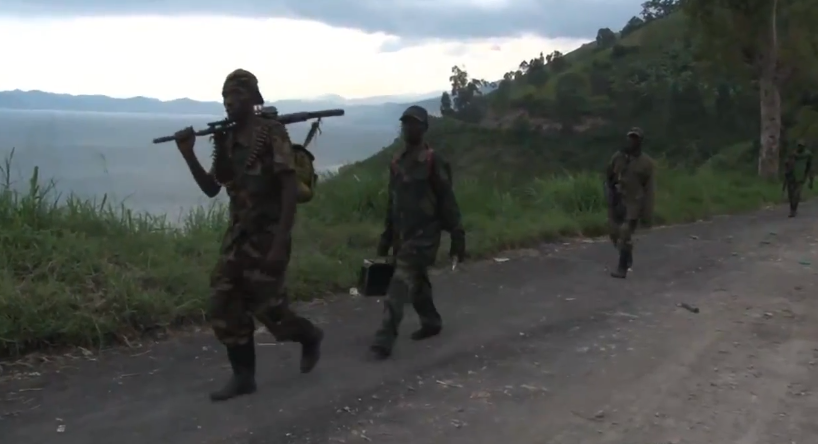
Aus Goma abziehende Angehörige der M23

An diesem Tag wurde bereits damit begonnen, Ausrüstung aus Goma nach Rutshuru zu transportieren. Am folgenden Tag wurde dies von mehreren Sprechern bestätigt, am 29. November würde Sake und am 30. November Goma verlassen, auf der Website der M23 wurden die Bedingungen des Präsidenten jedoch bekräftigt. Diese Frist wurde nicht eingehalten. Nachdem angekündigt worden war, dass der Rückzug sich bis zum 1. Dezember verzögern werde, erschien es angesichts von Berichten teilweiser Nichtakzeptanz des Abzugs innerhalb der Truppen ungewiss, ob bis dahin der Rückzug aus Goma und Sake erfolgen werde. M23-Vertreter beschuldigten die UN-Truppen der MONUSCO den Abzug zu verzögern, indem sie die Mitnahme von Material aus einem Waffenlager der Regierungsarmee FARDC verhinderten. Aus Sake zogen am 30. November ca. 1.000 ARC-Kämpfer ab. Von Goma aus soll das Hauptquartier der M23 ins 30 km entfernte Kibumba verlegt werden. Am folgenden Tag begann der Abzug aus Goma mit einer Militärparade. Ein Grenzposten wurde an die Police Nationale Congolaise übergeben, weitere Stellungen daneben auch an die MONUSCO, Kräfte der zuvor besetzt gehaltenen Zentralbank sowie Kräfte der ICGLR. Am internationalen Flughafen von Goma sollen 100 Angehörige der M23 verbleiben, um diesen zusammen mit ebenso vielen Soldaten der FARDC und noch einmal so vielen tansanischen Soldaten im Auftrag der ICGLR zu verwalten. Der Abzug scheint noch am selben Tag beendet worden zu sein. Am 3. Dezember 2012 nahmen Teile der Verwaltung der Provinz ihre Arbeit wieder auf. Ebenso erreichten an diesem Tag erste Truppen der FARDC Goma.

### Auswirkungen der Einnahme und des Abzugs auf die Sicherheitslage
Das Flüchtlingslager Kanyaruchinya nördlich von Goma, das ca. 30.000 Binnenflüchtlinge beherbergte, bereits zuvor auch infolge von Aktivitäten der M23, war zum 19. November 2012 geleert, die Flüchtlinge waren weiter nach Goma geflohen. Als die Kämpfe Sake erreichten, floh auch von dort ein Großteil der Bevölkerung in Richtung Goma. Bereits zuvor wurde die Zahl der Flüchtlinge im Flüchtlingslager Mugunga westlich von Goma auf ca. 50.000 geschätzt.
Die Einnahme Gomas war mit einem Zusammenbruch der Strom- und Wasserversorgung infolge durch die abziehende FARDC gekappter Stromleitungen verbunden gewesen. Zudem kam es zu einem erfolgreichen Gefängnisaufstand, durch den geschätzt mehrere tausend Insassen infolge der Flucht der Sicherheitskräfte im Gefängnis entkommen sind. Die Einnahme führte zudem zu starken Einschränkungen der Wirtschaft und gestiegenen Lebensmittelpreisen.
In den auf die Einnahme Gomas folgenden Tagen berichteten Mitarbeiter der UN und Journalisten u. a. von Vergewaltigungen und willkürlichen Tötungen durch auf dem Rückzug befindliche Angehörige der Regierungsarmee FARDC. Die M23 wurde beschuldigt, systematische Plünderungen in Goma durchzuführen. Manche lokale und internationale Stimmen befürchteten auch, dass sich durch einen Abzug der ARC die Sicherheitslage in Goma verschlechtern werde. Am 30. November trafen in Goma 300 Polizisten ein, um nach dem Abzug Sicherheit zu gewähren. Die M23 wurde auch verdächtigt, zu planen, nach dem Abzug teilweise in Zivil in Goma zu verbleiben, oder sich in umliegenden Wäldern versteckt zu halten, um bei Gelegenheit Goma evtl. wieder einnehmen zu können.
Sake wurde am 1. Dezember 2012 nach dem Abzug der ARC von Kämpfern der Nyatura übernommen, während dort keinerlei Regierungstruppen der FARDC anwesend zu sein schienen. In der Nacht nach dem Abzug der M23 aus Goma wurde das dortige Flüchtlingslager Mugunga 3 von bewaffneten Männern angegriffen. Es kam zu Plünderungen. Angehörige der M23 werden beschuldigt, in derselben Nacht in dem Lager sechs Frauen vergewaltigt zu haben.

### Rolle Ruandas und Ugandas
In einem Brief vom 26. November 2012 bekräftigte die Group of Experts for the Democratic Republic of the Congo Vermutungen über Einflüsse Ruandas und Ugandas. Die M23 sei in ihren militärischen Operationen durch die ruandische Armee, die Rwandan Defence Forces (RDF), unterstützt worden, am 17. November, drei Tage vor der Einnahme Gomas, hätten mehr als 1000 Soldaten der RDF die M23 bei Kämpfen um Kibumba auf kongolesischem Staatsgebiet unterstützt. Der ruandische General Emmanuel Ruvusha habe zusammen mit Sultani Makenga die Offensive gegen Goma angeführt. Der Brief beruft sich auf Offiziere der kongolesischen Regierungstruppen und ehemalige Befehlshaber der RDF und führt zudem Übereinstimmungen in Uniformen zwischen M23-Truppen und der RDF an. Aussagen kongolesischer Offiziere zufolge hätten ugandische Streitkräfte während der Offensive der M23 zur Sicherung des von der M23 kontrollierten Hinterlandes um Rutshuru beigetragen. Zudem ist in dem Brief von logistischer Unterstützung von ugandischer Seite die Rede.
In einem Bericht der britischen Zeitung The Guardian wurde der Rückzug aus Goma mit der am Vortag beschlossenen Zurückhaltung britischer Entwicklungshilfe für Ruanda in Zusammenhang gebracht.

### Diplomatische Situation
François Olenga Tete, Generalleutnant der FARDC und Anführer des Heeres, bekundete, während Goma noch in der Hand der M23 war, dass Verhandlungen seines Erachtens nutzlos seien und er versuchen werde, dafür zu sorgen, dass Kämpfe gegen die ARC vorangetrieben würden, um Frieden zu erreichen. Weitere Angehörige der Armee befürchteten, dass durch eine Integration Illoyalität belohnt werde. Noch am Tag des Abzugs am 1. Dezember 2012 bekräftigte jedoch der Kommunikations- und Medienminister Lambert Mende Omalanga, dass Präsident Kabila nun nach dem Abzug zu Verhandlungen bereit sei. Michael Amoah von der London School of Economics and Political Science vermutete, dass die M23 eine (Re-)Integration in die regulären Streitkräfte der FARDC wünscht, gleichgestellt mit den anderen Soldaten und in der Region von Goma stationiert, während die kongolesische Regierung ungern auf eine regionale Beschränkung eingehen und die Kräfte lieber im gesamten Kongo einsetzen würde.

## Verhandlungen ab Dezember 2012
Am 7. Dezember 2012 sollten Verhandlungen zwischen Vertretern der M23, der Regierung und anderer Stellen im ugandischen Kampala beginnen. Der Beginn verzögerte sich jedoch mit der Anreise der M23-Vertreter. Während Teile der parlamentarischen Opposition im Kongo in die Verhandlungen einbezogen werden sollen, zwei Vertreter beobachtend bei ihnen teilnahmen, erklärten andere Gruppen, diese nicht zu akzeptieren. Letztere kritisierten, dass die Verhandlungen auf keinerlei gesetzliche Grundlage gestützt seien. Die Gruppe femmes partisanes de la paix kritisierte eine mangelnde Vertretung Leidtragender aus der Region, insbesondere von Frauen.
Am 9. Dezember starteten die Verhandlungen im Konferenzzentrum Munyonyo unter Leitung des ugandischen Verteidigungsministers und Vertreters der ICGLR Crispus Kiyonga. Der Delegation der kongolesischen Regierung stand der Außenminister Raymond Tshibanda vor, der der M23 ihr Secrétaire Exécutif François Rucogoza. In der fünften Verhandlungsrunde kam es am 19. Dezember zu einem Abbruch der Verhandlungen aufgrund von Uneinigkeit über die Unterzeichnung eines formalen Waffenstillstandes, welche seitens der M23 zur Grundvoraussetzung für weiter Verhandlungen gemacht wurde. Die Vertreter der kongolesischen Regierung erklärten jedoch, dass ein solcher Waffenstillstand auf Ebene des von der ICGLR im September in Goma eingerichteten mécanisme conjoint de vérification de la frontière (Gemeinsame Einrichtung zur Kontrolle der Grenze) diskutiert werden müsse. Am 21. Dezember fand noch eine siebte Verhandlungsrunde statt; daraufhin wurden die Verhandlungen ausgesetzt, sie sollten jedoch am 4. Januar 2013 fortgesetzt werden.
Am 4. Januar trafen tatsächlich Delegationen der kongolesischen Regierung und der M23 in Kampala ein. Die Forderung nach einem Waffenstillstand der M23 wurde jedoch aufrechterhalten und von kongolesischer Seite wurden Gespräche mit der M23 verweigert. Am 8. Januar erklärte Rucogoza in Kampala einen einseitigen Waffenstillstand und die Bereitschaft, auch ohne Unterzeichnung eines Waffenstillstands durch die kongolesische Seite die Verhandlungen fortzusetzen. Dem folgte eine Fortsetzung der Verhandlungen am 11. Januar.
die tageszeitung berichtete am 24. Februar 2013 von Kritik Runiga Lugereros an den Verhandlungen: Von 82 Forderungen der M23 seien in Kampala seitens der kongolesischen Regierung lediglich 3 als legitim anerkannt worden.

## Internationale Maßnahmen
Tansania, Mosambik und Südafrika gedachten im Rahmen der SADC spätestens seit Dezember 2012 4000 Soldaten in den Osten Kongos zu entsenden, welche womöglich der MONUSCO angegliedert worden wären. Anderen spätestens seit Ende Januar 2013 bestehenden Plänen zufolge, sollte die MONUSCO eine 2500 Mann starke „Eingreiftruppe“ erhalten. Den Plänen gemein war ein geplantes Mandat, das eine offensive Bekämpfung der M23 ermöglichen sollte. Seit spätestens Ende November 2012 bestanden Pläne, die MONUSCO mit unbewaffneten Drohnen zur Überwachung der Situation, insbesondere von Bewegungen über die Landesgrenzen, auszustatten. Trotz vorheriger Einwände seitens Russland, China und Ruanda bekundete der UN-Sicherheitsrat am 22. Januar in einem Brief seine Billigung eines solchen Drohneneinsatzes. Am Vortag hatte der ruandische Präsident Paul Kagame seine Unterstützung für das Vorhaben kundgetan.
Bei einem Treffen bei der Afrikanischen Union in Addis Abeba unterzeichneten am 24. Februar 2013 die Staatschefs oder Stellvertreter dieser von 11 Staaten der Region, einschließlich der Demokratischen Republik Kongo, Ruandas und Ugandas, sowie als Zeugen der UN-Generalsekretär Ban Ki-moon, die Kommissionspräsidentin der Afrikanischen Union Nkosazana Dlamini Zuma und der SADC-Präsident Armando Emílio Guebuza ein auf die Situation im Ostkongo bezogenes Rahmenabkommen, nach eigener Bezeichnung für „Friede, Sicherheit und Zusammenarbeit“ (« accord-cadre pour la paix, la sécurité et la coopération »), mit dem die jeweiligen Staaten eine Respektierung ihrer Grenzen und die Nichtunterstützung bewaffneter Gruppen erklärten.  Das Abkommen gilt als mögliche weitere Anbahnung der Entsendung einer Eingreiftruppe zur militärischen Bekämpfung der M23. Das rein zwischenstaatliche Abkommen ist ohne Einbeziehung der M23 oder sonstiger bewaffneter oder zivilgesellschaftlicher Gruppen zustande gekommen. Der Journalist Dominic Johnson bewertete diesen Schritt so, dass damit die Verhandlungen in Kampala ihren Wert verloren hätten.

## Spaltung Ende Februar 2013
In der Nacht vom 24. auf den 25. Februar 2013 kam es in der Stadt Rutshuru zu Kämpfen zwischen Sultani Makenga ergebenen Kräften und solchen, die dem nach Makenga als zweithöchster Militär geltenden „General“ Baudoin Ngaruye der ARC, des militärischen Arms der M23, unterstanden. Die Kämpfe forderten ca. zehn Tote. Ngaruye gilt als Anhänger Bosco Ntagandas.
Am 27. Februar 2013 erklärte Sultani Makenga den Präsidenten Jean-Marie Runiga Lugerero für abgesetzt. Er warf Lugerero politische Unfähigkeit und Veruntreuung vor sowie mit Ntaganda zusammenzuarbeiten. Ngaruye steht dabei auf der Seite Runiga Lugereros. Runiga Lugerero erklärte seinerseits Makenga für abgesetzt.
Am 1. März brachen erneut Kämpfe zwischen den beiden Fraktionen der M23 aus, die geschätzt Dutzende Todesopfer forderten. Die Fraktion Makengas kontrollierte zu dieser Zeit den bisherigen Sitz der zivilen Verwaltung der M23, Bunagana. Die Fraktion Runigas und Ngaruye kontrollierte weiter südlich, näher an Goma gelegene Gebiete einschließlich der Stadt Kibumba, in der sich zu dieser Zeit auch Ntaganda von einem Militär dementierten Gerüchten zufolge aufgehalten haben soll. Die M23 zog sich aus den bedeutenden Städten Rutshuru und Kiwanja zurück. Andere bewaffnete Gruppen, mutmaßlich die FDLR, die Maï-Maï Shetani und die Nyatura (bzw. die mit letzteren identifizierte Mouvement populaire d’autodéfense (MPA)), machten sich diese Situation zu Nutze und drangen in das zuvor von der M23 kontrollierte Gebiet vor. Dies führte zu zahlreichen gegen die Zivilbevölkerung Rutshurus gerichteten Plünderungen durch Kräfte solcher bewaffneten Gruppen. Es kam zu großen Flüchtlingsbewegungen aus Rutshuru und Bunagana, von dort insbesondere in Richtung der nahegelegenen ugandischen Grenze, nach Schätzung des Ugandischen Roten Kreuzes flohen allein am 28. Februar ca. 4000 Flüchtlinge nach Uganda. Es kam in der Folge der Aufgabe von Standorten der M23 auch zu zehn Toten bei Kämpfen zwischen Maï-Maï Shetani und MPA.
Ab dem Abend des 1. März drang auch die Regierungsarmee FARDC ins Territorium Rutshuru ein, um bei den verlassenen Posten der M23 ihren Einflussbereich zu vergrößern. Zwei Tage später zog sich die FARDC jedoch in weiten Teilen wieder zurück und die M23 konnte sich wieder ausweiten.
Die Fraktion Makengas konnte den Konflikt schließlich für sich entscheiden. Zum 16. März flohen mehrere ca. 600–700 von Makengas Fraktion aus Kibumba vertriebene Anhänger der unterlegenen Fraktion, einschließlich Ngaruye und Runiga Lugerero, über die Grenze nach Ruanda. Runiga Lugerero wurde noch am selben Tag in Ruanda festgenommen. Le Soir veröffentlichte einen Bericht, dass auch Bosco Ntaganda womöglich an diesem Tag die Grenze überschritten habe. Am 18. März begab sich Ntaganda in die US-Botschaft in Ruanda und bat um Überstellung an den Internationalen Strafgerichtshof.

## Konfrontation im Mai 2013
Am 28. März 2013 beschloss der UN-Sicherheitsrat in der Resolution 2098, innerhalb der MONUSCO eine Brigade mit offensivem Mandat bestehend aus 3069 Soldaten einzurichten. Diese soll im Osten des Kongos – allein oder mit der kongolesischen Regierungsarmee FARDC – aktiv gegen Rebellengruppen vorgehen können. Dieses wurde als Folge des Abkommens von Addis Abeba und insbesondere gegen die Bewegung 23. März gerichtet verstanden. Laut einem Bericht vom 1. April kommentierte M23-Präsident Bisimwa damit, dass die UN damit die « option de la guerre » (deutsch: „Option des Krieges“) stützen würden. Die M23 rief Anfang April – nach kongolesischen Medienberichten recht erfolglos – in der lokalen Bevölkerung zum Protest gegen die Einrichtung der Brigade auf. Sie erklärte, sich im Falle eines Angriffs durch die MONUSCO gegen diese Widerstand zu leisten, und dabei keinen Unterschied zwischen den Soldaten der neu einzurichtenden Brigade und sonstigen Soldaten der MONUSCO machen zu wollen. Am 1. Mai erklärte René Abandi, Unterhändler der M23, die Verhandlungen in Kampala mit Verweis auf die geplante neue Brigade für beendet. Präsident Bisimwa erklärte einen Waffenstillstand als Voraussetzung für eine Wiederaufnahme der Verhandlungen. Nachdem der Kommandant der Brigade, James Mwakibolwa, am 23. April in Goma eingetroffen war, folgten bis zum 10. Mai erste tansanische Soldaten. Die Brigade sollte zudem aus Soldaten aus Südafrika und Malawi bestehen.
Zum ersten Mal seit dem Rückzug aus Goma kam es am Vormittag des 20. Mai wieder zu Kämpfen zwischen der Regierungsarmee FARDC und der M23. Die FARDC beschuldigte die M23 ihre Position bei Mutaho – ca. 10 km nördlich von Goma – angegriffen zu haben, der Angriff sei laut Informationsminister Lambert Mende lange vorbereitet gewesen. Bisimwa dagegen erklärte, die M23 habe die FDLR aus dem Ort vertreiben wollen, die diesen seit einigen Tagen besetzt gehabt habe. Daraufhin seien sie von der FARDC angegriffen worden. Die tageszeitung berichtete von einer Darstellung der M23, dass die FDLR gemeinsam mit der FARDC einen zuvor von M23-Angehörigen benutzten Brunnen bei Mutaho besetzt hätten. Laut einer Erklärung Mendes starben infolge der Kämpfe dieses Tages 15 Angehörige der M23, wobei 21 weitere verletzt worden seien sowie 4 Angehörige der FARDC, wobei 6 weitere verletzt worden seien. Die M23 dementierte diese Zahlen, es seien lediglich zwei Angehörige der M23 und weitere der FARDC verletzt sowie zwei der FARDC getötet worden. Der Gouverneur Nord-Kivus Julien Paluku stellte laut einem Bericht bei Radio Okapi vom 21. Mai die Vermutung auf, dass die M23 mit den Kämpfen eine dem Abkommen von Addis-Abeba und der Resolution zur Einrichtung der Eingreiftruppe folgenden Strategies des UN-Generalsekretärs Ban Ki-moon, dessen Besuch im Kongo gemeinsam mit Weltbank-Präsidenten Jim Yong Kim für den 22. Mai in Kinshasa und den 23. Mai in Goma erwartet wurde, in Zweifel ziehen und demonstrieren wollten, dass die Regierung eine « option militaire » (deutsch: „militärische Option“) gewählt habe. Die BBC sprach am 23. Mai von mindestens 20 Toten.
Bei Bombendetonationen wurden im Zuge der Konfrontation von Zivilisten bewohnte Häuser in Mutaho und dem Wohngebiet Mugunga getroffen, teils mit Verletzungen zufolge, auch das Wohngebiet Ndosho wurde getroffen. Eine Sechsjährige verstarb infolge der Kämpfe. Im Gegensatz zu früheren Situationen wurde Schutzsuchenden der Zutritt zur UN-Basis in Munigi verwehrt. Das US-amerikanische, katholische Africa Faith & Justice Network berichtete von vier Toten und siebzehn verletzten Zivilisten infolge der von ihm der M23 zugeschriebenen Bombardements Mugungas und Ndoshos. Der UN-Oberst Kosh Premanku führte aus, dass falsches Zielen der M23-Kräfte Detonationen in Mugunga und Ndosho impliziere.
Am 21. Mai kommentierte Ban Ki-moon die Geschehnisse von Mosambik damit, dass die Eingreiftruppe möglichst schnell mobilisiert werden müsse. Am Abend des 22. Mai traf er Präsident Kabila, den er nach eigener Aussage zur Wiederaufnahme der Verhandlungen mit der M23 aufforderte. Ebenfalls an diesem Abend erklärte die M23, nachdem es am Morgen laut Einschätzung von Radio Okapi noch einmal zu einer Intensivierung der Kämpfe gekommen war, einen vorübergehenden und einseitigen Waffenstillstand, der Sprecher Amani Kabasha nannte als Ziel, den für den nächsten Tag anstehenden Besuch Ban Ki-moons in Goma zu erleichtern und erneute Verhandlungen zu ermöglichen. Dies führte zur Entspannung der Situation in den folgenden Tagen. Beim Besuch in Goma am 23. Mai kündigte Ban Ki-moon die Einsatzbereitschaft der Eingreiftruppe binnen ein bis zwei Monaten an und beschrieb diese als “designed to bring added stability and protect civilians” (deutsch: „entworfen, um zusätzliche Stabilität herbeizuführen und Zivilisten zu schützen“).

## Kämpfe am 6. und 10. Juli 2013
Am 6. Juli griffen in Kibati, etwa 10 km nördlich von Goma, einige mit Blankwaffen bewaffnete Jugendliche Rebellen der M23 an. Die M23 machte für die Angriffe kooperierende FARDC und Maï-Maï verantwortlich, andere Quellen schrieben den Angriff der Nyatura zu.
Am frühen Morgen des 10. Juli töteten Kämpfer der M23 Soki, den Kommandanten der FDLR-Soki, einer Splittergruppe der FDLR (eine M23-Quelle bringt Soki auch mit der FDLR-RUD in Verbindung). Als Anlass wurde ein Überfall angegeben, bei dem am Vorabend etwa 100 Rinder in Kitagoma gestohlen worden seien. Sieben weitere Kämpfer Sokis seien laut M23 ebenfalls getötet worden.
Noch am selben Tag näherten sich etwa 50 mit Macheten und Lanzen bewaffnete Jugendliche einer M23-Stellung bei Kanyarucina, woraufhin sie von der M23 beschossen wurden. Daraufhin griffen Kräfte der MONUSCO ein, um die beiden Parteien auseinanderzubringen.

## Kämpfe ab dem 25. Oktober 2013 und Erklärung des Endes der Aufstände im November 2013
Am 5. November 2013 erklärte die M23, sie wolle die Aufstände aufgeben und gestand eine Niederlage ein. Die letzten Aufständischen seien nach Regierungsangaben von den Streitkräften und von der Eingreiftruppe der MONUSCO aus ihren Stellungen in Chanzu und Runyonyi vertrieben worden.

## Wiederaufnahme der Kämpfe ab 2021

Karte mit Daten der Einnahme von Orten in Nord- und Süd-Kivu durch die M23 (rot):
2022:
13. Juni Bunagana,
29. Okt. Rutshuru
2023:
2. Jan. Kisharu,
28. Feb. Mweso,
21. Okt. Kitchanga,
26. Okt. Kishishe,
5. Nov. Kabalekasha,
15. Dez. Mabenga
2024:
2. Feb. Musmaki und Shasha,
6. März Nyanzale,
7. März Katanda, Katwe und Kibirizi,
8. März Rwindi,
1. Mai Rubaya,
3. Mai Ngungu,
28. Juni Kanyabayonga,
29. Juni Kirumba und Kayna,
3. Aug. Nyamilima,
4. Aug. Ishasha,
7. Aug. Nyakakoma,
22. Okt. Kalembe,
27. Okt. Katobo,
15. Dez. Mabenga,
16. Dez. Alimbongo und Matembe,
17. Dez. Beleusa,
19. Dez. Bingi und Kanune,
22. Dez. Rubange
2025:
3. Jan. Katale und Karambi,
4. Jan. Kahira und Masisi,
21. Jan. Lumbishi, Minova und Numbi,
23. Jan. Sake,
25.–30. Jan.: Goma,
29. Jan.: Kinyezire
5. Feb.: Nyabibwe
6. Feb.: Nyamukubi
7. Feb.: Ihusi
9. Feb.: Nyawarongo
12. Feb.: Kalehe, Kaseke
14. Feb.: Katana, Kavumu
16. Feb.: Bukavu
18. Feb.: Nyangezi, Kamanyola
19. Feb.: Sange, Kitsombiro, Mpeti
21. Feb.: Walungu
4. März: Mufwa, Kalama
9. März: Nyabiondo
12. März: Kibati
13. März: Busihe
14. März: Mungazi, Idjiwi
15. März: Kibua
16. März: Mpofi
17. März: Mutakato
19. März: Walikale

Im November 2021 tauchten M23-Kämpfer wieder im Ostkongo am Rande des Virunga Nationalparks auf und lieferten sich Gefechte mit kongolesischen Truppen. Die Regierung in Kinshasa beschuldigte Ruanda, hinter diesen Angriffen zu stehen, was von Ruanda zurückgewiesen wurde.
Seit März 2022 käme es wieder vermehrt zu Angriffen auf zivile und militärische Einrichtungen im Osten Kongos seitens der M23-Rebellenbewegung. Konflikte mit der kongolesischen Armee träten ebenfalls verstärkt auf. Am 13. Juni 2022 gab der Leiter des ugandischen Distrikts Kisoro an, dass die Rebellen den Ort Bunagana eingenommen haben. Als Folge flohen 5.000 Menschen, darunter auch Polizisten und Soldaten der Demokratischen Republik Kongo, nach Uganda. Angehörige des kongolesischen Parlamentes machten die Streitkräfte Ugandas für die Einnahme der Grenzstadt mitverantwortlich. Insgesamt sollen im Laufe der Zeit 40.000 Menschen ins Aus- oder Umland geflohen sein.
Laut Angaben der UNO ereigneten sich am 29. November 2022 Zusammenstöße zwischen M23 und lokalen Milizen in Kishishe, bei der viele Menschen getötet wurden. Die Regierung der DR Kongo nannte 272 Zivilisten unter den Toten.
Am 4. Januar 2025 nahm die M23 mit Masisi im gleichnamigen Territorium Masisi das erste Mal nach über zwei Jahren eine Regionalhauptstadt ein. Die M23 nahm im Laufe des Januars zudem Minova in Süd-Kivu, Katale und Sake ein. Am 23. Januar wurde Peter Cirimwami Nkuba, Militärgouverneur der Provinz Nord-Kivu seit 2023, in Kasangezi während des Kampfes der kongolesischen Armee gegen die auf Goma vorrückenden M23-Rebellen angeschossen und starb in der Folge an seinen Verletzungen. Zudem kamen bei Kämpfen außerhalb von Goma dreizehn Friedenssoldaten ums Leben. Von diesen stammten neun aus Südafrika, drei aus Malawi und einer aus Uruguay. Mindestens zwei gehörten der MONUSCO an.

### Einnahme der Stadt Goma
Bis zum Abend des 26. Januar war die M23 auf den Vorort Munigi vorgerückt und gab am 27. Januar bekannt, Goma eingenommen zu haben. Die Stadt wurde laut der UN-Vertreterin Vivian van de Perre seit 26. Januar mit schweren Waffen angegriffen, wobei zahlreiche Zivilisten getötet, verletzt oder vertrieben worden seien. Nach Angabe der Agence France-Presse übernahm die M23 die Kontrolle über den Flughafen in Goma. Seit dem 26. Januar wurden laut der UN mindestens 3000 Menschen in Goma getötet und weitere 2880 verletzt. Durch die Unterbrechung der Handelswege wurde die Nahrungsmittelversorgung blockiert. Seit dem 26. Januar gab es in Goma zudem keinen Strom und keinen Zugang zu Wasser mehr. Am 30. Januar wurde die Stromversorgung und Mobilfunkdienste in einigen Bezirken wieder hergestellt sowie der Grenzübergang nach Ruanda wieder geöffnet. Die UN warnte vor der Ausbreitung von Krankheiten wie Cholera, Mpox und Masern aufgrund des eingeschränkten Zugangs zu medizinischer Versorgung.

### Vorrücken von Goma Richtung Bukavu
Ab 29. Januar rückte die M23 am Westufer des Kiwusees weiter nach Süden in Richtung der Provinzhauptstadt Bukavu vor. Ein Sprecher des UNHCHR erklärte mindestens 12 Personen seien zwischen 26. und 28. Januar durch die M23 standrechtlich hingerichtet worden. Auf der anderen Seite wurden im Territorium Kalehe konfliktbezogene sexuelle Gewalt durch die kongolesische Armee und verbündete Kämpfer der Wazalendo-Milizen dokumentiert.
Am 4. Februar erklärte die Alliance fleuve Congo (AFC) – eine Koalition von Milizen, der auch die M23 angehört – „aus humanitären Gründen“ einseitig eine Waffenruhe. Sie startete jedoch schon frühmorgens am 5. Februar eine weitere Offensive und nahm kongolesischen Zeitungen zufolge etwa 70 km nördlich von Bukavu den Bergbauort Nyabibwe ein.
Nochmals 10 Tage später gaben humanitäre Gruppen am 14. Februar die Einnahme des strategisch wichtigen internationalen Flughafen Bukavu-Kavumu durch die Rebellen bekannt, was Befürchtungen über einen Angriff der naheliegenden Millionenstadt Bukavu verstärkte. Mit einer Einnahme dieser Stadt würde die Miliz die Kontrolle über das gesamte Gebiet des Kiwusees gewinnen. Am Abend rückte sie in die Stadt ein. Präsident Félix Tshisekedi befand sich währenddessen auf der Münchner Sicherheitskonferenz, um für internationale Unterstützung gegen Ruanda zu werben.
Die M23/AFC rückte weiter nach Westen vor und nahm am 19. März den Bergbauort Walikale ein.

### Waffenruhe im April 2025
Am 22. April 2025 erklärte die M23-Miliz ihre Bereitschaft zu einer Waffenruhe. Diese soll neue Gespräche ermöglichen. Als Vermittler fungierte Katar. Seit der Wiederaufnahme der Kämpfe 2021 waren bereites mehrere Feuerpausen gescheitert. Nach kongolesischen Angaben wurden seit Beginn des Jahres mehr als 7000 Menschen getötet. Darüber hinaus wurden Hunderttausende vertrieben.

### Internationale Reaktionen
Die Europäische Union, die Afrikanische Union und die UN forderten die M23 und ihre Unterstützer nach ihrem Vorrücken auf Goma Mitte Januar 2025 zur sofortigen Beendigung der Gewalt auf. Die EU-Außenbeauftragte Kaja Kallas äußerte: „Die EU verurteilt die militärische Präsenz Ruandas in der Demokratischen Republik Kongo aufs Schärfste. Diese Unterstützung für die Offensive der M23 durch die ruandischen Streitkräfte ist eine klare Verletzung des Völkerrechts, der UN-Charta und der territorialen Integrität der DRK“. Laut den Vereinten Nationen wurden allein in den ersten drei Januarwochen 400.000 Menschen durch den Konflikt in die Flucht getrieben.
Die DR Kongo brach die diplomatischen Beziehungen mit Ruanda wegen der ruandischen Unterstützung der M23 ab. In einem Schreiben des kongolesischen Außenministeriums vom 24. Januar an die ruandische Botschaft forderte dieses die ruandischen Behörden auf, innerhalb von 48 Stunden die diplomatischen und konsularischen Aktivitäten in der Hauptstadt Kinshasa einzustellen. Bis zum Abend des 26. Januar war die M23 auf den Vorort Munigi vorgerückt und gab am 27. Januar bekannt, Goma eingenommen zu haben. Eine Sondersitzung des UN-Sicherheitsrats fand am 26. Januar statt. UN-Generalsekretär António Guterres forderte „die ruandischen Streitkräfte auf, ihre Unterstützung für die M23 einzustellen“. Nach einem Expertenbericht sollen sich mehr als 1000 ruandische Soldaten in der DR Kongo befinden. Die kongolesische Außenministerin Thérèse Kayikwamba Wagner nannte das Eindringen ruandischer Soldaten eine „Kriegserklärung“. Ruanda wies die Vorwürfe zurück.
288 rumänische Armeeausbilder, die in der UN-Basis in Goma Schutz gesucht hatten, verließen die Stadt am 29. Januar über die Grenze nach Ruanda, mit dessen Regierung ein sicherer Abzug und Heimflug von Kigali aus vereinbart worden war. Südafrikas Präsident Cyril Ramaphosa erklärte dagegen, dass die 3.000 südafrikanischen Truppen der Entwicklungsgemeinschaft des südlichen Afrika (SADC) in Goma verbleiben würden. Malawi kündigte an, den Rückzug seiner Friedenstruppen aus dem Kongo vorzubereiten, nachdem drei malawische Soldaten in den Kämpfen bei Goma getötet wurden. Die malawischen Friedenssoldaten sind Teil einer südafrikanischen Truppe. Burundi entsendete dagegen in Erwartung einer möglichen M23-Offensive auf Bukavu 2000 zusätzliche Truppen in die Provinzhauptstadt.
Die beiden Präsidenten Ruandas und der Demokratischen Republik Kongo nahmen am 8. Februar an einem Gipfeltreffen mit anderen Staatschefs aus der Region in Tansania teil. Die Abschlusserklärung des Gipfels forderte die Armeechefs beider Seiten dazu auf, „innerhalb von fünf Tagen zusammenzukommen und technische Anweisungen für einen sofortigen und bedingungslosen Waffenstillstand zu geben“.
Die USA verhängten am 20. Februar Sanktionen gegen James Kabarebe, den ruandischen Minister für regionale Integration und ehemaligen Verteidigungsminister, sowie gegen Lawrence Kanyuka Kingston und dessen beide Unternehmen Kingston Fresh LTD und Kingston Holding. Kabarebe dient laut der Mitteilung für die ruandische Regierung als „Verbindungsmann zur M23“ und Kanyuka sei „ziviler Sprecher der M23 und PR-Beauftragter der Alliance fleuve Congo“.
Die deutsche Bundesregierung kündigte Anfang März an, keine neuen entwicklungspolitischen Zusagen an Ruanda zu machen und dass die bilaterale Zusammenarbeit in Abstimmung mit internationalen Partnern weiter eingeschränkt werde. Zudem soll die bestehende Entwicklungszusammenarbeit mit der ruandischen Regierung überprüft und die Teilnahme an hochrangigen entwicklungspolitischen Veranstaltungen vorerst ausgesetzt werden.

### Fälle sexualisierter Gewalt
Ende Januar kam es mit Vorrücken der M23 in Goma zu einem Massenausbruch im Zentralgefängnis Munzenze. Dabei wurden mindestens 165 Insassen des Frauentrakts vergewaltigt und die meisten von ihnen getötet, als das Gefängnis in Brand gesetzt wurde. Im Territorium Kalehe wurde Ende Januar zudem durch die kongolesische Armee und verbündete Kämpfer der Wazalendo-Milizen verübte konfliktbezogene sexuelle Gewalt dokumentiert. Laut UNICEF wurden in der DR Kongo allein im Januar und Februar 2025 im Zuge der Kämpfe mit der M23 rund 10.000 Fälle von Vergewaltigung und sexualisierter Gewalt gemeldet, darunter zwischen 35 und 45 Prozent an Kindern. Die Vergewaltigungen würden nach Einschätzung von UNICEF-Sprecher James Elder „als Kriegswaffe eingesetzt“. Es bestehe zudem wegen der Stigmatisierung und Angst der Überlebenden eine höhere Dunkelziffer nicht gemeldeter Fälle. Gleichzeitig bestehe eine Finanzierungskrise für humanitäre Hilfe.